# Camponotus schmeltzi
Camponotus schmeltzi é uma espécie de inseto do gênero Camponotus, pertencente à família Formicidae.